# Inja (Ob)
Die Inja (russisch Иня) ist ein 663 km langer rechter Nebenfluss des Ob in Sibirien, im asiatischen Teil Russlands.

## Flusslauf
Die Inja entspringt an einem Höhenzug im Zentralteil des Kusnezker Beckens bei 300 m ü. NN, durchfließt zunächst die Oblast Kemerowo in hauptsächlich westlichen Richtungen, später die Oblast Nowosibirsk, und mündet schließlich im Süden der Stadt Nowosibirsk nahe der Siedlung Inskaja in den Ob (bei 93 m ü. NN).
Das Einzugsgebiet der Inja umfasst 17.600 km². Beim Dorf Berjosowka, etwa 30 km von der Mündung entfernt, beträgt die mittlere Wasserführung 47,0 m³/s (Minimum im Februar mit 8,6 m³/s, Maximum im Mai mit 195 m³/s). Nahe der Mündung ist der Fluss etwa 60 m breit, 1,5 m tief, die Fließgeschwindigkeit beträgt 0,2 m/s. Die wichtigsten Nebenflüsse sind von links Kasma (Касьма), Ur (Ур) und Batschat (Бачат).
An der Inja liegen die Städte Polyssajewo, Leninsk-Kusnezki und Togutschin. Der Fluss verläuft durch verhältnismäßig dicht besiedeltes Gebiet und wird von mehreren Eisenbahnstrecken überquert (Nowosibirsk – Barnaul, Nowosibirsker Güterumgehungsstrecke der Transsibirischen Eisenbahn, Jurga – Nowokusnezk). Im Tal des Flusses verlaufen auf weiten Strecken Eisenbahnstrecke und teilweise die Straße Nowosibirsk – Nowokusnezk.
Die Inja gefriert von Anfang November bis Mitte April. Sie kann, wie auch die großen Nebenflüsse, bei hohem Wasserstand für Holzflößerei genutzt werden.